# Registerandrag
I en orgel finns vanligen många serier av pipor, där alla toner är representerade i varje serie. En sådan serie kallas för en stämma, i dagligt tal också register. (I egentlig mening omfattar registren dock också tremulant, koppel och andra biregister eller spelhjälper.) För att koppla in ett register (det vill säga registrera) används någon form av reglage. Omkopplarna vid icke mekaniska trakturer (pneumatiska och elektriska) kan vara utformade som vippkontakter (manubrier), spakar eller stänger att dra ut och skjuta in. Den sistnämnda sorten kallas andrag eller registerandrag och är den normala vid mekanisk traktur. Från registren går sedan en registratur till det som ska regeras. (Vid mekanisk traktur och elektrisk registratur förekommer det ibland också att registren är utformade som manubrier.) 